# Carla Kelly
Carla Kelly, o Carla Sue Kelly (nascuda l'any 1947) és una escriptora estatunidenca de novel·la romàntica, tan ambientada en època de la Regència (1810-1820) com en western de l'Oest. Ha escrit més de quaranta novel·les i relats curts. Dins del gènere de la Regència, destaca per fer que els seus protagonistes siguin persones normals, no nobles.

## Biografia
Nascuda en 1947, filla d'un oficial de l'Armada, va créixer en diversos llocs del món. Es va educar a la Universitat Brigham Young de Provo (Utah), on va estudiar història. Més tard va obtenir un màster a la Universitat de Louisiana-Monroe, en la història nord-americana, centrat en la Guerra civil i les guerres índies.
En la seva variada carrera professional, ha treballat com ranger historiadora en el Servei de Parcs Nacionals en el Lloc Històric de Fort Laramie, i com ranger en el Lloc Històric de Fort Union Trading Post; ha estat contractada com a historiadora de recerca per a la Societat Històrica Estatal de Dakota del Nord, i ha ensenyat història en l'àmbit universitari.
Viu a Idaho Falls, Idaho. Està casada amb Martin Kelly, anterior director del Teatre a la Universitat de l'Estat de Valley City, a Valley City, Dakota del Nord, que actualment està jubilat; han tingut cinc fills adults.

## Influències literàries
Quan Lola Sparks la va entrevistar en Purple Pens, la senyora Kelly va identificar a una sèrie d'escriptors que havien influït en ella:
- Louisa May Alcott
- Les novel·les de Hornblower de C. S. Forester
- R. F. Delderfield
- Joseph Conrad
- Nevil Shute
- Jack Schaefer
- Ernest Haycox
- Charles King

En el seu perfil com a autora a la pàgina e-Harlequin, la senyora Kelly diu que hi ha tres obres de ficció favorites que s'han mantingut constants en el temps, si bé varia quina és la que més aprecia a cada moment: Guerra i Paz, les històries de Lawrenceville i A Town Like Alice. Les seves obres històriques favorites són One Vast Winter Count, On the Border with Mackenzie i Crossing the Line. Entre els seus autors de ficció criminal favorita són Michael Connelly, John Harvey i Peter Robinson.

## Carrera com a escriptora
Kelly va començar a escriure romanços de la regència a causa del seu interès en les Guerres napoleòniques. Un dels temes principals en els seus llibres és com la guerra afecta les vides de la gent normal i corrent. En sobreviure a l'efecte de la guerra i ajudant a altres supervivents, els seus personatges es troben sovint amb qualitats de fortalesa i decisió que anteriorment no eren evidents. Són persones que aconsegueixen els seus assoliments discretament, influint al món a través de petits actes personals, amb el que marquen la diferència en les seves vides i en les d'uns altres, al final, per actes de bondat, més que d'audàcia. Kelly va en contra dels tòpics del gènere en centrar la seva atenció no a l'esplèndid món de la societat londinenca i l'elit social, sinó en el 99.9 % restant de la població que vivia a Anglaterra. Les seves històries es distingeixen per un detall autèntic, amb bona recerca darrere i alleugerida amb un efectiu sentit de l'humor.
També ha escrit una sèrie d'històries curtes sobre els homes, dones i nens de Fort Laramie durant les guerres índies de la història nord-americana. L'any 2003 tota la seva col·lecció d'històries sobre les guerres índies van ser reeditades en Here's to the Ladies: Stories from the Frontier Army. Dues d'aquestes històries, A Season for Heroes i Kathleen Flaherty's Long Winter van rebre el premi Spur atorgat pels Escriptors de l'Oest de EE. UU.

## Premis
- 1978 Spur Award:Curt (Western Writers of America) - A Season for Heroes (FAR West Magazine)
- 1981 Spur Award:Curt (Ficció) (Western Writers of America) - Kathleen Flaherty's Long Winter (FAR West Magazine)
- 1993-1994 Romantic Times Premi als assoliments de tota una carrera - Regència
- 1995 Premi RITA: Millor romanç de la Regència (Romance Writers of America) - Mrs Drew Plays Her Hand
- 1997 Premi RITA: Millor romanç de la Regència (Romance Writers of America) - The Lady's Companion
- 2001 All About Romance. Premi dels lectors: Millor romanç de la Regència - One Good Turn.
- 2001 Romance Readers Anonymous. Millor romanç de la Regència - One Good Turn
- 2001 Romance Readers Anonymous. Millor autor de la Regència
- 2002 All About Romance. Premi dels lectors: Millor Regència tradicional - The Wedding Journey.
- 2001 Romance Readers Anonymous. Millor romanç de la Regència - The Wedding Journey
- 2011 Premi Whitney: Millor romanç de l'any - Borrowed Light
- 2012 Premi Whitney: Millor ficció històrica de l'any - My Loving Vigil Keeping